# Solms-Laubach

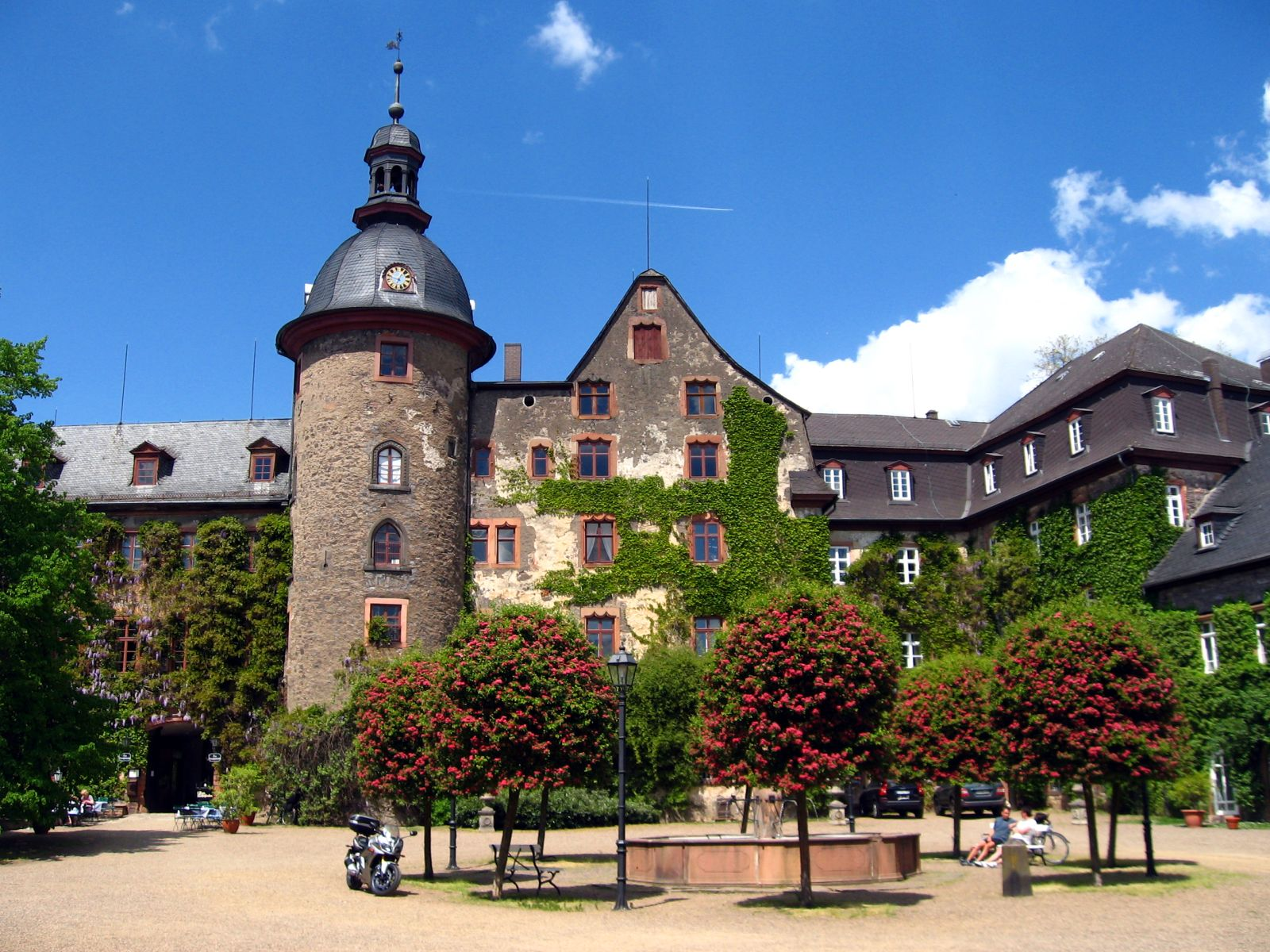
Zámek Laubach

Solms-Laubach bylo hrabství jižního Hesenska a východního Porýní-Falc v Německu. Solmští měli svůj původ v Solmsu v Hesensku.
- Bedřich Ludvík Kristián, 5. hrabě 1806 (zprostředkovaně)–1822 (1769–1822)
  -  Oto, 6. hrabě 1822–1872 (1799–1872)
    - Bedřich , 7. hrabě 1872–1900 (1833–1900)
      - Oto, 8. hrabě 1900–1904 (1860–1904)
        - Jiří, 9. hrabě 1904–1969 (1899–1969)
          - Oto, 10. hrabě 1969–1973 (1926–1973)
            - Karel, 11. hrabě 1973–dosud (* 1963)
              -  August, dědičný hrabě solmsko-laubachský (* 1994)

            - Hrabě Gustav (* 1965)
              -  Hrabě Oscar (* 2008)

            -  Hrabě František (* 1971)

        -  Hrabě Bedřich (1902–1991)
          -  Hrabě Ernest (* 1939)
            - Hrabě Štefan (* 1976)

      -  Hrabě Reinhard (1872–1937)
        -  Hrabě Jan (1927–2009)
          -  Hrabě Jiří (* 1972)

    -  Hrabě Ernest (1837–1908)
      -  Hrabě Ernestoto (1890–1977)
        -  Hrabě Bedřich-Ernest (* 1940)
          - Hrabě Mořic (* 1980)
          -  Hrabě Filip (* 1985)